# ナチュラル・ボーン・キラーズ
『ナチュラル・ボーン・キラーズ』（原題：Natural Born Killers）は1994年製作のアメリカ映画。監督はオリバー・ストーン、原案はクエンティン・タランティーノ。
行く先々で殺人を繰り返すカップルの逃避行を描いたバイオレンス映画。欧米各国で年齢制限公開や上映禁止となり、話題を呼んだ。フィルム、VTR、アニメ合成など、MTV風の目まぐるしく移り変わる映像が特徴。
ヴェネツィア国際映画祭の審査員特別賞を受賞した。
122分のディレクターズカット版もDVD&Blu-ray化されているが、日本語吹き替え音声は収録されていない。

## ストーリー
片田舎の場末ダイナーに立ち寄るミッキーとマロリー。音楽に合わせて踊るマロリーは卑俗な言葉を浴びせた男性客をノックアウトする。他の客・ウエイトレスを殺害し、レジの金を盗んだ二人は、生かした男性客に「ミッキーとマロリーがやったと言え」と告げる。
マロリーは凄惨な生い立ちを抱えていた。父親から性的虐待を受けて育ったマロリーは肉屋の配達をしていたミッキーと恋に落ち両親を殺害。二人は逃避行に走るが無差別な殺戮の旅路が始まり、やがてミッキーとマロリーは雑誌の表紙を飾ったりＴシャツにプリントされるなど時の英雄のごとくマスコミから注目されるが逮捕・投獄される。
犯罪番組のキャスターで有名記者のゲールは刑務所の所長マクラスキーに「有名になれる」と持ち掛けて、ミッキーの生インタビュー番組を実現した。番組内で「ナチュラル・ボーン・キラー(生まれつきの殺し屋)」と名乗るミッキー。
刑務所内で番組を視聴していた囚人たちは興奮して暴動を起こし刑務所を占拠した。ゲールを人質に取って脱走するミッキーとマロリー。ひと気のない辺りまで逃げた二人は、TVカメラを作動させてゲールの射殺を撮影し肩を寄せ合って去って行った。

## キャスト
※括弧内は日本語吹き替え
- ミッキー・ノックス - ウディ・ハレルソン（中多和宏）
- マロリー・ノックス - ジュリエット・ルイス（雨蘭咲木子）
- ウェイン・ゲール - ロバート・ダウニー・Jr（大塚芳忠）
- ドワイト・マクラスキー - トミー・リー・ジョーンズ（樋浦勉）
- ジャック・スキャグネッティ - トム・サイズモア（江原正士）
- エド・ウィルソン - ロドニー・デンジャーフィールド（増岡弘）
- マロリーの母親 - エディ・マックラーグ（磯辺万沙子）
- デイル・リグレー巡査 - デイル・ダイ（有本欽隆）
- ガソリンスタンド店員 - バルサザール・ゲティ
- ダンカン - ジョー・グリファシ
- メーベル - オーラン・ジョーンズ

## 評価
レビュー・アグリゲーターのRotten Tomatoesでは40件のレビューで支持率は48%、平均点は5.80/10となった。Metacriticでは20件のレビューを基に加重平均値が74/100となった。

## 影響
映画のようなカップルの模倣犯は各地で多発した。特に1995年に、犯行前に同作のビデオを繰り返し見ていた若者カップルが、ミシシッピ州とルイジアナ州で次々と発砲した事件では、銃撃を受けながら助かったコンビニ店員の女性パッツィ・バイヤースが、監督のオリバー・ストーンと映画会社のタイム・ワーナーに対して、犯罪を誘発したとする損害賠償の支払いを求める訴えを起こした。この銃撃事件で友人を失ったベストセラー作家のジョン・グリシャムがアドバイスしたのであった。1999年、最高裁は訴訟は可能であるとの判断を示したが、2001年3月、オリバー・ストーンらに暴力を引き起こした明白な根拠はないとして、訴えは棄却されている。
またコロンバイン高校銃乱射事件の犯人もミッキーと同じ服装で犯行に及び、映画のセリフを叫ぶなど影響を受けていた。